# Чемпіонат світу з лижних видів спорту 1931
Чемпіонат світу з лижних видів спорту 1931 року відбувся 13-15 лютого 1931 року у Обергофі, що у Німеччині. Складався зі змагань лижників на дистанціях 18 та 50 км, а також особистої першості на високому трампліні у чоловіків.

## Лижні перегони у чоловіків

### 18 км
13 лютого 1931
| Медаль | Атлет                     | Час     |
| Золото | Йохан Грьотумсбратен(NOR) | 1:23:43 |
| Срібло | Крістіан ховде (NOR)      | 1:24:09 |
| Бронза | ільс Сверд (SWE)          | 1:25:27 |

### 50 км
15 лютого 1931
| Медаль | Атлет                     | Час     |
| Золото | Оле Стенден (NOR)         | 3:52:09 |
| Срібло | Мартін Педер Ванглі (NOR) | 3:52:35 |
| Бронза | Карл Ліндберг (SWE)       | 3:55:44 |

## Лижна комбінація (чоловіки)

### Особиста першість
13 лютого 1931
| Медаль | Атлет                      | Очки   |
| Золото | Йоханн Грьотумсбратен(NOR) | 439.00 |
| Срібло | Свер Колтеруд (NOR)        | 419.00 |
| Бронза | Арне Рудстадтуен(NOR)      | 418.00 |

## Стрибки з трампліна

### Особиста першість на високому трампліні
13 лютого 1931
| Медаль | Атлет              | Очки  |
| Золото | Біргер Рууд (NOR)  | 236.0 |
| Срібло | Фріц Кауфманн(SUI) | 228.8 |
| Бронза | Свен Еріксон(SWE)  | 227.3 |

## Медалі
| Місце | Країна    | Золото | Срібло | Бронза | Загалом |
| ----- | --------- | ------ | ------ | ------ | ------- |
| 1     | Норвегія  | 4      | 3      | 1      | 8       |
| 2     | Швеція    | 0      | 0      | 3      | 3       |
| 3     | Швейцарія | 0      | 1      | 0      | 1       |